# Arne Andersson (Fußballspieler)

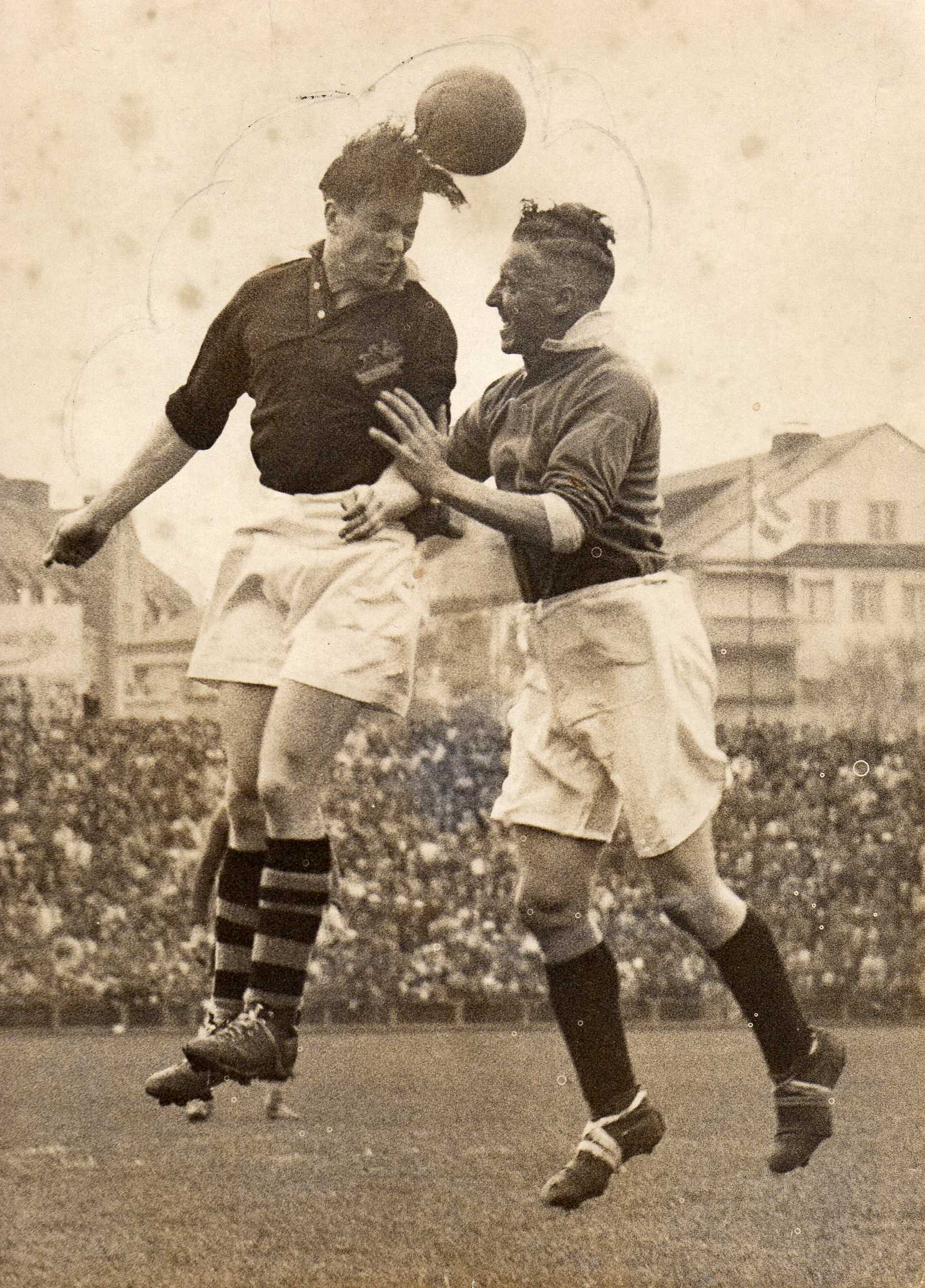
Andersson (l.) im Kopfballduell mit dem walisischen Nationalspieler Wilson Jones in einem Freundschaftsspiel gegen Birmingham City (1946)

Arne Rudolf Andersson (* 13. März 1921 in Kinna; † 23. Februar 2003 in Fritsla) war ein schwedischer Fußballspieler. Der Offensivspieler lief in den 1940er Jahren für IF Elfsborg und AIK in der Allsvenskan auf.

## Werdegang
Andersson spielte ab Mitte der 1930er Jahre beim Fritsla IF. Anfang der 1940er Jahre wechselte er zum IF Elfsborg in die Allsvenskan. Dort kam er vornehmlich in der Reservemannschaft zum Zuge, zudem verhinderte sein Wehrdienst die Etablierung in der Mannschaft. In der Spielzeit 1942/43 kam er daher zu seinem einzigen Einsatz für den Klub in der höchsten Spielklasse, beim Aufeinandertreffen mit dem Göteborger Klub GAIS erzielte er bei der 3:4-Niederlage im Mai 1943 ein Tor. 
Nachdem Andersson nach Ende seines Militärdienstes 1943 eine Anstellung bei Ericsson in Stockholm gefunden hatte, wechselte er zu AIK. Nach dem Abgang von Herold Wolfbrandt brauchte der Verein einen Mittelstürmer. Auch in seinem Erstligadebüt für seinen zweiten Klub erzielte er – dieses Mal gegen den GAIS-Lokalrivalen IFK Göteborg – beim 3:1-Erfolg erneut einen Treffer. In seiner ersten Spielzeit erzielte er insgesamt fünf Tore in neun Spielen. In den folgenden Jahren rückte er vermehrt auf die Halbposition, bis zum Spätsommer 1946 erzielte er insgesamt zwölf Tore in 45 Meisterschaftsspielen. Ein Höhepunkt in seiner Zeit beim Klub war 1946 ein Freundschaftsspiel gegen Charlton Athletic, dabei egalisierte die Mannschaft einen 1:7-Rückstand – nicht wenige sprechen daher vom „Alla tiders AIK-match“, dem „AIK-Spiel aller Zeiten“.
Andersson kehrte nach Fritsla zurück, um dort im väterlichen Betrieb zu helfen. Fortan spielte er wieder für den unterklassig antretenden Klub Fritsla IF.